# Giro del Medio Brenta
El Giro del Medio Brenta és una cursa ciclista italiana que es disputa entre Villa del Conte i Cittadella a la Província de Pàdua, Vèneto.
La primera edició de la cursa es disputà el 1986 per corredors amateurs, i no fou fins al 1996 que hi participaren els professionals. Actualment forma part de l'UCI Europe Tour, amb una categoria 1.2.

## Palmarès
| Any  | Vencedor                           | Segon                              | Tercer                             |
| ---- | ---------------------------------- | ---------------------------------- | ---------------------------------- |
| 1986 | Giorgio Furlan                     | Paolo Dal Bianco                   | Silvano Lorenzon                   |
| 1987 | Dario Bottaro                      | Fabrizio Nespoli                   | Gabriele Bezzi                     |
| 1988 | Giuliano Pavanello                 | Stefano Dalla Pozza                | Dario Bottaro                      |
| 1989 | Cristian Zanolini                  | Carlo Cobalchini                   | Biagio Conte                       |
| 1990 | Paolo Lanfranchi                   | Davide Revellin                    | Gabriele Valentini                 |
| 1991 | Valerio Galeazzi                   | Corrado Braga                      | Carlo Finco                        |
| 1992 | Gilberto Simoni                    | Cristian Zanolini                  | Emilio Mazzer                      |
| 1993 | Ilario Scremin                     | Amilcare Tronca                    | Gabriele Dalla Valle               |
| 1994 | Mirko Lauria                       | Michele Colleoi                    | Alessandro Brendolin               |
| 1995 | Claudio Camin                      | Oscar Dalla Costa                  | Alessandro Nascimbene              |
| 1996 | Marco Gili                         | Pavel Shumanov                     | Alain Turicchia                    |
| 1997 | Marco Serpellini                   | Andraea Patuelli                   | Michele Laddomada                  |
| 1998 | Matteo Tosatto                     | Emanuele Lupi                      | Nicola Ramacciotti                 |
| 1999 | Devis Miorin                       | Fabio Malberti                     | Fausto Dotti                       |
| 2000 | Matteo Carrara                     | Alessandro Baronti                 | Thomas Muhlbacher                  |
| 2001 | Sasa Sviben                        | Andris Reiss                       | Maurizio Vandelli                  |
| 2002 | Damiano Cunego                     | Leonardo Bertagnolli               | Remmert Wielinga                   |
| 2003 | Przemysław Niemiec                 | Timothy David Jones                | Francesco Bellotti                 |
| 2004 | Ruslan Pidgornyy                   | Andrea Moletta                     | Maurizio Carta                     |
| 2005 | Manuele Spadi                      | Fortunato Baliani                  | Paolo Bailetti                     |
| 2006 | No disputada                       |                                    |                                    |
| 2007 | Adriano Angeloni                   | Alessio Signego                    | Luigi Sestili                      |
| 2008 | Robert Vrečer                      | Massimo Giunti                     | Alessandro Donati                  |
| 2009 | Christian Delle Stelle             | Andrea Piechele                    | Enrico Battaglin                   |
| 2010 | Luigi Miletta                      | Diego Zanco                        | Eldar Dzhabrailov                  |
| 2011 | Moreno Moser                       | Enrico Battaglin                   | Dennis Vanendert                   |
| 2012 | Matteo Busato                      | Matteo Marcolin                    | Matthias Krizek                    |
| 2013 | Federico Rocchetti                 | Matteo Collodel                    | Alex Turrin                        |
| 2014 | Klemen Štimulak                    | Roman Semyonov                     | Gianluca Miliani                   |
| 2015 | Michele Gazzara                    | Paolo Brundo                       | Simone Petilli                     |
| 2016 | Fausto Masnada                     | Mark Padun                         | Nicola Gaffurini                   |
| 2017 | Michele Gazzara                    | Amanuel Gebreigzabhier             | Andrea Garosio                     |
| 2018 | Alexander Evtushenko               | Simone Ravanelli                   | Zahiri Abderrahim                  |
| 2019 | Simone Ravanelli                   | Filippo Zana                       | Fabio Mazzucco                     |
| 2020 | suspesa de la pandèmia de Covid-19 | suspesa de la pandèmia de Covid-19 | suspesa de la pandèmia de Covid-19 |
| 2021 | Yeisson Casallas                   | Henok Mulubrhan                    | Simone Raccani                     |
| 2022 | Thomas Pesenti                     | Davide De Pretto                   | Andrea Garosio                     |
| 2023 | Giulio Pellizzari                  | Luca Cretti                        | Manuele Tarozzi                    |
| 2024 | Sergio Meris                       | Cesare Chesini                     | Alessandro Borgo                   |
| 2025 | Filippo Turconi                    | Luca Cretti                        | Valerio Conti                      |